# Thảm sát Đại học Thammasat
Thảm sát Đại học Thammasat (tại Thái Lan thường gọi là "sự kiện 6 tháng 10", tiếng Thái: เหตุการณ์ 6 ตุลา RTGS: het kan hok tula) là một cuộc tấn công của lực lượng quốc gia Thái Lan và các dân quân cực hữu nhằm vào các sinh viên kháng nghị trong khuôn viên Đại học Thammasat và Quảng trường Sanam Luang lân cận tại trung tâm Bangkok, Thái Lan vào ngày 6 tháng 10 năm 1976. Trước sự kiện, có bốn đến năm nghìn sinh viên từ nhiều đại học đã tuần hành trong hơn một tuần để chống lại việc cựu độc tài quân sự Thanom Kittikachorn từ Singapore trở về Thái Lan.
Một ngày trước cuộc thảm sát, truyền thông Thái Lan tường thuật về một vở kịch do các sinh viên kháng nghị dàn dựng vào ngày trước, được cho là có cảnh giả treo cổ Thái tử Vajiralongkorn. Phản ứng trước sự sỉ nhục theo đồn đại này, quân đội và cảnh sát cũng như dân quân bao vây đại học. Ngay trước bình minh ngày 6 tháng 10, họ bắt đầu tấn công các sinh viên kháng nghị và tiếp tục cho đến trưa. Số lượng thương vong trong ngày này là điều tranh chấp giữa chính phủ Thái Lan và những người còn sống sau sự kiện. Theo chính phủ, có 46 người chết do xung đột, cùng 167 người bị thương và 3.000 người bị bắt giữ. Nhiều người còn sống tuyên bố rằng tổng số người chết vượt quá 100.:236

## Thảm sát

### Nguyên nhân trực tiếp
Khởi nghĩa ngày 14 tháng 10 năm 1973 lật đổ chế độ Thanom không được lòng dân, khiến ông ta phải đào thoát khỏi Thái Lan cùng các tướng lĩnh Praphas Charusathien và Narong Kittikachorn, gọi chung là "ba bạo chúa".:209 Náo động và bất ổn gia tăng từ năm 1973 đến năm 1976 cùng mối lo ngại chủ nghĩa cộng sản từ các quốc gia lân cận lan sang Thái Lan sẽ đe dọa đến lợi ích của chế độ quân chủ và giới quân sự, khiến cho giới quân sự đưa các cựu lãnh đạo Thanom và Praphas trở lại Thái Lan để kiểm soát tình hình. Phản ứng trước việc Praphas trở về vào ngày 17 tháng 8, hàng nghìn sinh viên tuần hành tại Đại học Thammasat trong bốn ngày cho đến khi chạm trán với các lực lượng côn đồ Bò tót Đỏ và Nawaphon khiến bốn người chết.:233 Đến ngày 19 tháng 9, Thanom trở về Thái Lan và đi thẳng từ sân bay đến chùa Bowonniwet Vihara, tại đó ông được phong làm sư trong một buổi lễ riêng tư. Các cuộc kháng nghị quy mô lớn chống Thanom bùng phát khi chính phủ đối diện với khủng hoảng nội bộ sau khi Thủ tướng Seni Pramoj nỗ lực để xin từ chức song bị Quốc hội Thái Lan bác bỏ. Ngày 25 tháng 9, tại thành phố Nakhon Pathom về phía tây Bangkok, hai nhà hoạt động dựng áp phích chống Thanom đã bị đánh chết và treo lên một bức tường, hành động này ngay sau đó được xác minh là do cảnh sát Thái Lan gây ra.:235 Các sinh viên kháng nghị tiến hành kịch hóa hành động treo cổ này tại Đại học Thammasat vào ngày 4 tháng 10. Tuy thế, sinh viên diễn cảnh bị thắt cổ lại giống với Thái tử Vajiralongkorn.:235 Ngày hôm sau, báo Dao Siam đăng ảnh giả treo cổ lên trang nhất của họ.:90 Được Quốc vương Bhumibol ngầm phê chuẩn, xướng ngôn viên trên đài phát thanh do quân đội kiểm soát cáo buộc các sinh viên kháng nghị phạm tội khi quân và huy động lực lượng dân quân của quốc vương, gồm Do thám làng, Nawaphon, và Bò tót Đỏ để "giết bọn cộng sản".:235 Đến chạng vạng ngày 5 tháng 10, khoảng 4.000 người từ các lực lượng dân quân này cũng như nhân viên quân đội và cảnh sát tập hợp bên ngoài Đại học Thammasat nơi các sinh viên đã kháng nghị nhiều tuần. Các hành động này chuẩn bị cho cuộc thảm sát vào hôm sau.:90

### Thảm sát

Đám đông chứng kiến và tươi cười khi 1 người đàn ông dùng ghế đánh vào thi thể một sinh viên bị treo cổ bên ngoài sân trường. Ảnh chụp bởi Neal Ulevich.

Đến bình minh ngày 6 tháng 10, quân đội và cảnh sát cũng như ba lực lượng dân quân chặn lối ra khỏi đại học và bắt đầu bắn vào khuôn viên, sử dụng súng trường M16, súng cạc-bin, súng ngắn, súng phóng lựu, và thậm chí là súng không giật cỡ lớn.:235-236 Bị ngăn rời khuôn viên trường hay thậm chí là đưa người bị thương đến bệnh viện, các sinh viên khẩn cầu ngừng bắn. Các cuộc tấn công tiếp tục.:236 Các diễn viên cảnh giả treo cổ đã tự đến chỗ dinh thủ tướng.:236 Khi một sinh viên ra đầu hàng, anh bị bắn chết.:236 Sau khi cảnh sát trưởng Bangkok ban lệnh tự do khai hỏa, họ tấn công ồ ạt vào khuôn viên, lãnh đạo là cảnh sát biên phòng.:236 Các sinh viên lặn dưới sông Chao Phraya bị các tàu hải quân bắn trong khi những người khác đầu hàng nằm xuống đất, bị đánh đập khiến nhiều người chết.:236 Một số người bị treo lên cây và bị đánh, những người khác bị đốt cháy. Các sinh viên nữ bị cảnh sát và Bò tót Đỏ cưỡng hiếp, có người mất mạng.:236 Thảm sát tiếp tục trong vài giờ, và chỉ dừng lại vào buổi trưa do có mưa.:236

### Hậu quả trực tiếp
Chiều ngày 6 tháng 10 sau vụ thảm sát, các phái lớn trong quân đội đồng thuận về nguyên tắc nhằm loại bỏ Seni, một âm mưu mà Quốc vương Bhumibol nhận thức rõ và chấp thuận, do đó đảm bảo thành công của những người tiến hành đảo chính.:91 Đến tối hôm đó, người mới được bổ nhiệm làm tư lệnh tối cao là Đô đốc Sangad Chaloryu dưới danh nghĩa "Hội đồng Cải cách Hành chính Quốc gia" (NARC) đã đoạt quyền nhằm "ngăn chặn một âm mưu cộng sản được Việt Nam hậu thuẫn" và để duy trì "chế độ quân chủ Thái Lan vĩnh viễn".:91 Quốc vương bổ nhiệm thẩm phán chống cộng và bảo hoàng Thanin Kraivichien lãnh đạo một chính phủ có thành phần là những người trung thành với Quốc vương. Thanin và nội các phục hồi không khí đàn áp hiện diện trước năm 1973.:91

## Ý nghĩa
Từ khi chế độ quân chủ chuyên chế bị bãi bỏ vào năm 1932, cho đến năm 1973 khi chế độ quân sự bị lật đổ để ủng hộ dân chủ, các sĩ quan quân đội và công chức thống trị chính trường Thái Lan và chi phối chính phủ, Quốc vương Bhumibol đóng vai trò là nguyên thủ quốc gia theo nghi lễ phù hợp với chế độ quân chủ lập hiến theo hiến pháp năm 1932. Hệ thống chính trị Thái Lan được gọi là "chính thể quan liêu" do giới quân sự và quan chức chi phối. Cuộc thảm sát bác bỏ lý lẽ rằng chính thể quan liêu đã rút lui khi quân đội lại đóng vai trò trung tâm trong chính trường Thái Lan, tình thế này tiếp tục suốt thập niên 1970 và 1980, cho đến tổng tuyển cử năm 1988 khi toàn bộ số ghế được bầu một cách dân chủ, bao gồm cả thủ tướng- là người từ năm 1976 đến năm 1988 do Quốc vương bổ nhiệm.
Theo các bước đi của các nhân vật quân sự cứng rắn như Plaek Phibunsongkhram và Sarit Thanarat, Thanom trở thành thủ tướng vào năm 1963 sau khi Sarit Thanarat chết. Ông giám sát một dòng viện trợ tài chính lớn từ Hoa Kỳ và Nhật Bản, tiếp sức cho kinh tế Thái Lan, cũng như tăng cường ảnh hưởng văn hóa của Hoa Kỳ. Tuy nhiên, đến đầu thập niên 1970, Hoa Kỳ rút quân khỏi Đông Dương. Trong bối cảnh này, tầng lớp trung lưu và tiểu tư sản Thái Lan ủng hộ các nỗ lực của sinh viên vào năm 1973 nhằm hạ bệ Thanom là kết quả từ lịch sử tức thời hơn là vì họ tôn sùng dân chủ.:18 Họ thiếu kinh nghiệm chính trị và do đó không có ý tưởng thực tế về hậu quả của việc kết thúc chế độ độc tài. Chế độ đồng thời bị đổ lỗi vì thất bại trong việc đòi hỏi cam kết đầy đủ hơn từ các đồng minh và vì phục vụ quá mức cho Washington.:18 Sự ủng hộ của tầng lớp trung lưu và tiểu tư sản Thái Lan cho cuộc kháng nghị sinh viên năm 1973 không phải là con dấu đảm bảo phê chuẩn vô điều kiện cho quá trình dân chủ và hỗn loạn sau đó. "Dân chủ hỗn loạn" từ năm 1973 đến năm 1976 bị nhìn nhận là đe dọa đến các lợi ích kinh tế của tầng lớp trung lưu và tiểu tư sản, vốn là những người ủng hộ ổn định và hòa bình trên cả dân chủ. Trong bối cảnh này, trong khi họ ủng hộ đại tuần hành chống chính phủ Thanom dẫn đến khởi nghĩa ngày 14 tháng 10 năm 1973, thì họ quay lưng với dân chủ, do đó Anderson sử dụng thuật ngữ "triệu chứng rút lui", và hoan nghênh chế độ độc tài trở lại vào ngày 6 tháng 10 năm 1976, báo trước kết thúc thời kỳ dân chủ hỗn loạn.